# Irena Stawowy-Kawka
Irena Stawowy-Kawka (ur. 12 czerwca 1951) – historyk, specjalistka z zakresu historii powszechnej XX wieku, historii Bałkanów, mniejszości narodowych i religijnych, profesor tytularny Uniwersytetu Jagiellońskiego. 

## Życiorys
W 1986 obroniła pracę doktorską pt. Problem macedoński w ramach polityki narodowej Jugosławii (promotor prof. Marian Zgórniak). W 1994 roku opublikowała rozprawę habilitacyjną: Ekspansja gospodarcza III Rzeszy w Jugosławii i Rumunii 1929-1939. Od 2002 roku profesor. Członek PAU. Autorka wydanej w 2000 roku Historii Macedonii. Do 2008 pełniła funkcję dyrektora Instytutu Nauk Politycznych i Stosunków Międzynarodowych UJ. Do roku 2021 była przewodniczącą Komisji Środkowoeuropejskiej Polskiej Akademii Umiejętności. 
Odznaczona Złotym Krzyżem Zasługi (2005). W 2020 roku została jej przyznana nagroda specjalna im. Profesora Jerzego Skowronka.

## Wybrane publikacje
- Ekspansja gospodarcza Trzeciej Rzeszy w Jugosławii i Rumunii : (1929-1939), Kraków: UJ 1993.
- Historia Macedonii, Wrocław: Ossolineum 2000, ISBN 83-04-04549-4
- Albańczycy w Macedonii 1944-2001, Wydawnictwo Uniwersytetu Jagiellońskiego, Kraków 2014, ISBN 978-83-233-3718-8